# José Adriano Gago Vitorino
José Adriano Gago Vitorino (Conceição, Faro, 1945) foi um Governador Civil de Faro entre 14 de Fevereiro de 1980 e 2 de Setembro de 1980. Entre 2002 e 2005, foi Presidente da Câmara Municipal de Faro.
Foi deputado na Assembleia da República entre 1976 e 1985.